# Gerhard Liebig (Bienenkundler)

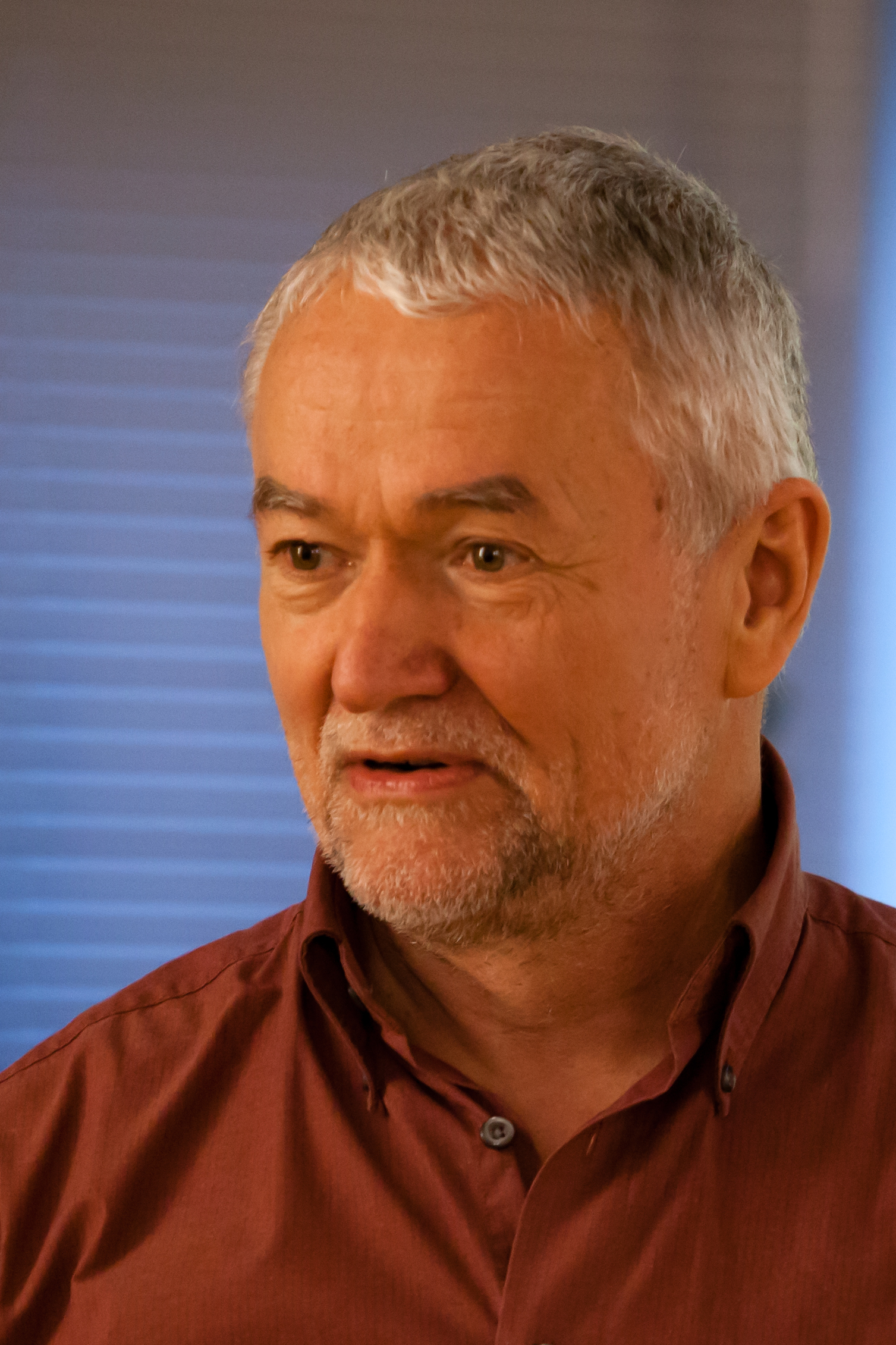
Gerhard Liebig

Gerhard Liebig (* 17. Dezember 1948 in Kelsterbach) ist ein deutscher Imker und Bienenwissenschaftler.

## Leben
Gerhard Liebig studierte von 1970 bis 1975 Agrarbiologie an der Universität Hohenheim. 1978 schloss er seine Dissertation (Dr. sc. agr.) am Institut für Phytomedizin über das Thema „Zur Wirtswahl von Myzus persicae“ ab. Von 1976 bis 2011 wirkte er als wissenschaftlicher Angestellter an der Landesanstalt für Bienenkunde an der Universität Hohenheim.
In Langzeitprojekten befasste er sich auch weiterhin vor allem mit Forschungen im Freiland.
- 1976–2011: Untersuchung der Populationsdynamik von bienenwirtschaftlich wichtigen Honigtauerzeugern auf Tanne, Fichte und Laubbäumen
- 1987–2010: Aufbau und Leitung eines Trachtmeldedienstes in Baden-Württemberg zur Beobachtung und Prognose der Wald- und Tannentracht
- 1982–2011: Untersuchungen zur Befallsentwicklung der Varroamilbe Varroa destructor im Bienenvolk, Ermittlung von Schadenschwellen (Sommer, Herbst, Winter) und ihre mehrmalige Überprüfung, Entwicklung und Überprüfung der Gemülldiagnose zur Beurteilung des Befallsgrades, Entwicklung von Bekämpfungsmethoden der Varroamilbe mit Ameisensäure, Oxalsäure und Milchsäure; Entwicklung von Konzepten der in die Völkerführung „integrierten Varroabekämpfung“ bis zur Praxisreife („Spätsommerpflege in vier Schritten“, „Teilen und behandeln“)
- 1984–2011: Untersuchungen über die Entwicklung von Bienenvölkern, Einfluss der Umwelt (Tracht, Klima, Witterung, Völkerführung, Landwirtschaft) auf die Volksentwicklung[1]

Gerhard Liebig trat Ende 2011 in den Ruhestand.

## Nach Liebig benannte Imkereigeräte
Zur Bekämpfung der Varroamilbe entwickelte Liebig ein Verdunstungssystem für Ameisensäure, das als Liebig-Dispenser bekannt ist und seinen Namen trägt.
Die Hohenheimer Einfachbeute wird auch Liebigbeute genannt.

## Schriften und Medien
- Untersuchungen zur Wirtswahl von Myzus persicae. In: Zeitschrift für Angewandte Entomologie. Band 88, Nummer 5, 1979, S. 484–504, doi:10.1111/j.1439-0418.1979.tb02527.x, (Hohenheim, Universität, Dissertation, 1978).
- Einfach imkern. Leitfaden zum Bienen halten. Eigenverlag, Stuttgart 1998, (4. überarbeitete Auflage: Einfach imkern. Leitfaden zum Bienen halten ohne Stress für Tier und Tierhalter. Eigenverlag, Bochum 2020).
- Die Waldtracht. Entstehung – Beobachtung – Prognose. Liebig, Stuttgart 1999, (Inhaltsverzeichnis).